# Vercelli (provins)
Vercelli är en provins i regionen Piemonte i Italien. Vercelli är huvudort i provinsen. Provinsen bildades 1927 genom en utbrytning från provinsen Novara. Kommunen Campello Monti återgick till Novara 1929. Provinsen Biella bröts ut till en egen provins 1992.

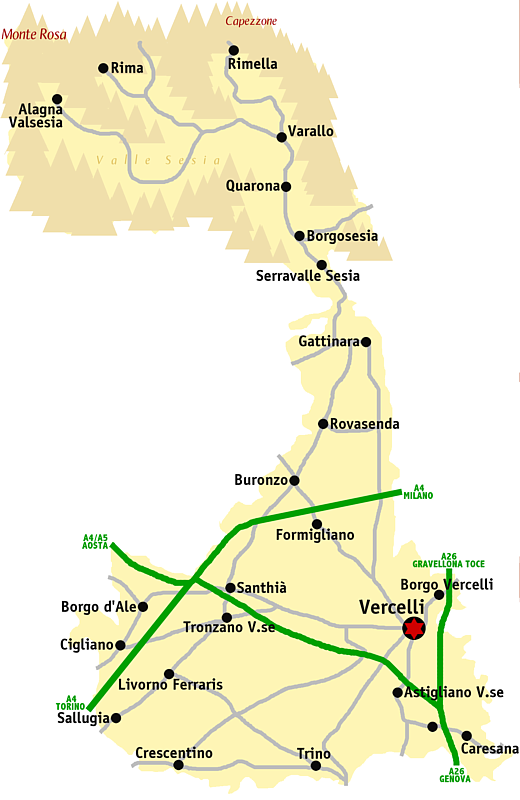
Karta över provinsen

## Administrativ indelning
Provinsen Vercelli är indelad i 82 comuni (kommuner). Alla kommuner finns i lista över kommuner i provinsen Vercelli.
| Datum          | Ny kommun        | Kommuner som upphörde         |
| -------------- | ---------------- | ----------------------------- |
| 1 januari 2018 | Alto Sermenza    | Rima San Giuseppe och Rimasco |
| 1 januari 2018 | Cellio con Breia | Breia och Cellio              |
| 1 januari 2018 | Varallo          | Sabbia uppgick i              |
| 1 januari 2019 | Alagna Valsesia  | Riva Valdobbia uppgick i      |

## Geografi
Provinsen Vercelli gränsar:
- i norr mot provinsen Verbano Cusio Ossola och Schweiz
- i öst mot provinserna Novara och Pavia
- i syd mot provinsen Alessandria
- i väst mot provinserna Torino, Biella och Valle d'Aosta